# Human Rights Film Festival
Human Rights Film Festival (engleski za Festival filma o ljudskim pravima), poznatiji po skraćenici HRFF, međunarodni je neprofitni filmski festival koji se u Hrvatskoj održava od 2002. godine s ciljem unaprjeđenja vidljivosti raznih tema s područja ljudskih prava u mediju filma.

## Povijest
HRFF je započeo 14. prosinca 2002. godine u Zagrebu u suorganizaciji udruga Multimedijalni institut (Mi2) i Udruženje za razvoj kulture (URK), poznatijim po svojim klupskim prostorima MaMa i Močvara. Organizacijski tim uključivao je članove obje organizacije: Emina Višnić, Ivan Ramljak, Kina Kovačevič, Janja Sesar, uz  savjetnike: Vanja Nikolić, Teodor Celakoski i podršku One World Film Festivala (iz Praga). Već u prvom izdanju ugostio je međunarodne i regionalne goste. Prvi umjetnički direktor festivala je bio hrvatski filmski redatelj Ivan Ramljak, a tadašnji koncept festivala bilo je prikazivanje dokumentarnih filmova o ljudskim pravima. Danas je koncept proširen pa se prikazuju i dokumentarni i igrani filmovi koji se i dalje dotiču tematike ljudskih prava.
Od 2007. godine HRFF ima novu lokaciju koja im služi kao centralna lokacija za organizaciju festivala, a riječ je o prostorima Kina Europa u centru Zagreba. Festival se svake godine tradicionalno održava na nekoliko mjesta u Zagrebu te zasad na jednoj lokaciji u Rijeci.
Svake godine program festivala ima svoju vlastitu temu u centru pozornosti pa se kroz nedavna izdanja festivala bavilo pitanjima društvene pravde, javnosti, zemlje, životom Roma u Europi, izbjeglištva i izbjegličke krize te brojnih drugih. HRFF se s repriznim i promotivnim programima prezentirao i u Rijeci i drugdje u Hrvatskoj, a od početka pandemije COVID-19 djelomično ili potpuno online. Festival se do sada održao devetnaest puta, posljednji put od 5. do 12. prosinca 2021. godine.

## Lokacije festivala
Human Rights Film Festival se održava u dva grada, Zagrebu i Rijeci, te su lokacije u tim gradovima podložne promjenama, ovisno o programu festivala za tu godinu. Doduše, neke od lokacija (pogotovo one koje se smatraju centralnim za sam festival i organizatore festivala) ponavljaju svake godine.
Lokacije u Zagrebu na kojima se održavao program 19. Human Rights Film Festival jesu:[potrebno?]
- Kino Europa
- Kino Tuškanac
- Klub Mama
- Klub Močvara
- Književni klub Booksa
- Medijateka Francuskog instituta
- Galerija Nova
- Klasična gimnazija
- Centar za integraciju izbjeglica - SOL

Lokacija na kojoj se festival održava u Rijeci je:
- Art-kino Croatia

## Partneri festivala
Uz dva organizatora festivala se nalaze i ostali partneri koji kroz svoju redovitu podršku (programsku ili u resursima) omogućuju kontinuitet i razvoj festivala:
- Filmaktiv
- Art-kino Croatia
- Kino Tuškanac
- Booksa
- What, How & for Whom (WHW)
- Kulturtreger
- Ured za informiranje Europskog parlamenta u RH
- Ured za ljudska prava i prava nacionalnih manjina Vlade RH
- Ured Pučke pravobraniteljice
- Zaklada Solidarna
- Centar za žene žrtve rata - Rosa
- Izvor (udruga)
- Platforma za reproduktivnu pravdu
- Roda (udruga)
- U dobroj vjeri
- GONG
- Prekinimo šutnju
- Kuća ljudskih prava
- Human Rights House Foundation (Fondacija kuća ljudskih prava)
- Centar za mirovne studije
- Lazareti – kreativna četvrt Dubrovnika
- Isusovačka služba za izbjeglice
- Udruga za samozastupanje
- SOIH – Zajednica saveza osoba s invaliditetom Hrvatske
- Dugine obitelji
- Documenta
- RoUm
- ProPuh
- Domino (udruga)

## Vanjske poveznice
- Mrežne stranice Human Rights Film Festival
- Human Rights Film Festival na Facebooku